# Kaqur Kangri
Der Kaqur Kangri ist ein 6859 m hoher Berg im Himalaya im Westen von Nepal an der Grenze zum autonomen Gebiet Tibet.
Der Kaqur Kangri bildet die höchste Erhebung im Gebirgsmassiv Rongla Himal. Er befindet sich an der Wasserscheide zwischen dem Mugu Karnali im Süden und dem Yarlung Tsangpo im Norden.
Die Erstbesteigung des Kaqur Kangri gelang am 24. September 2002 einer fünfköpfigen Bergsteigergruppe des Doshisha University Alpine Club.